# DeVotchKa
I DeVotchKa sono un gruppo musicale gipsy punk statunitense nato nel 1997 a Denver, Colorado.

## Nome
"Devotchka" è la traslitterazione francese del termine russo девочка che significa "ragazza".

## Storia del gruppo
I DeVotchKa sono un gruppo composto da quattro artisti polistrumentisti, la loro musica che è classificata in primo luogo come gipsy punk è un miscuglio di generi e influenze provenienti soprattutto dall'Europa sebbene il gruppo sia americano. Originariamente sono nati come accompagnamento a show "burlesque", spesso insieme alla regina del genere: la modella Dita von Teese. In seguito due loro brani hanno partecipato come colonna sonora nei film Ogni cosa è illuminata e Little Miss Sunshine. Nel 2008 inoltre, vengono nominati la "nuova miglior band del Colorado" secondo il giornale The Phoenix.

## Formazione
- Nick Urata – voce, chitarre, pianoforte, tromba, theremin, bouzouki
- Tom Hagerman – violino, fisarmonica, pianoforte, melodica
- Jeanie Schroder – sax, contrabbasso, voce
- Shawn King – batteria, percussioni, tromba, fisarmonica, organo

## Discografia

### Album in studio
- 2000 – SuperMelodrama
- 2002 – Triple X Tango
- 2003 – Una Volta
- 2004 – How It Ends
- 2006 – Curse Your Little Heart
- 2008 – A Mad and Faithful Telling
- 2011 – 100 Other Lovers
- 2018 - This Night Falls Forever

### Album dal vivo
- 2012 – DeVotchKa Live with the Colorado Symphony